# Bibio marci
Bibio marci là một loài ruồi trong họ Bibionidae. 
Giống như phần lớn ấu trùng bibionidae nhất, chúng lớn lên trong khu vực cỏ và ăn thịt và ă xác thối ăn trên thảm thực vật chết hoặc rễ cây sống. Ấu trùng loài này là loài gây bệnh rễ cây cần tây, măng tây, hoa hồng, saxifrages, cỏ cỏ, rau diếp. Chúng cũng ăn một số cây không quan trọng về thương mại khác.

## Hình ảnh

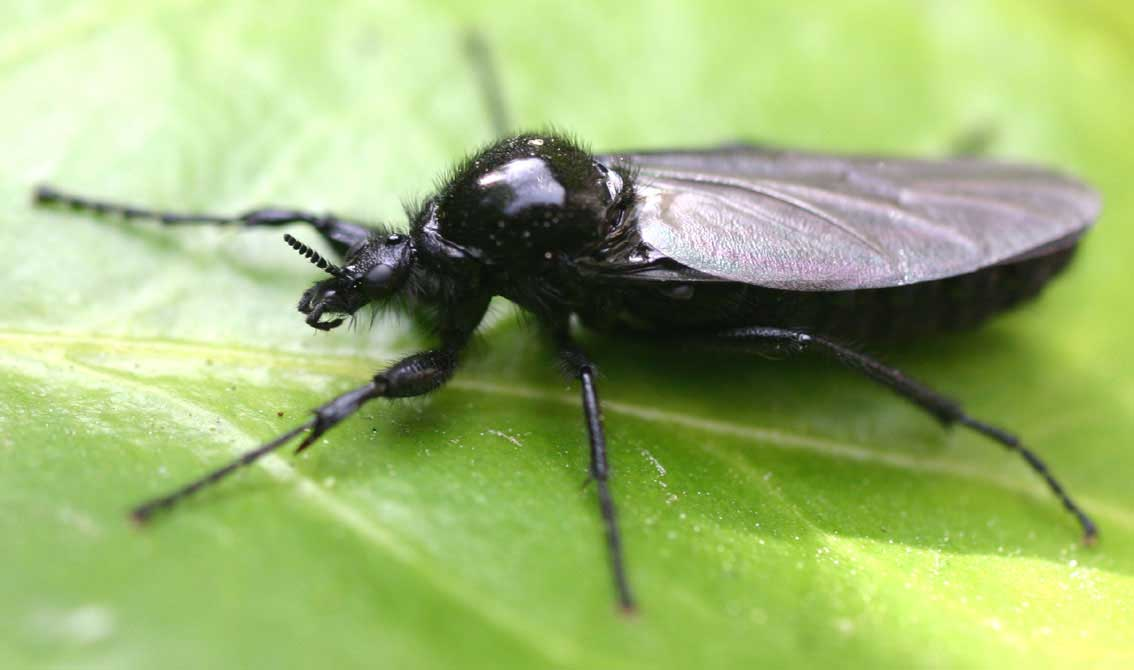
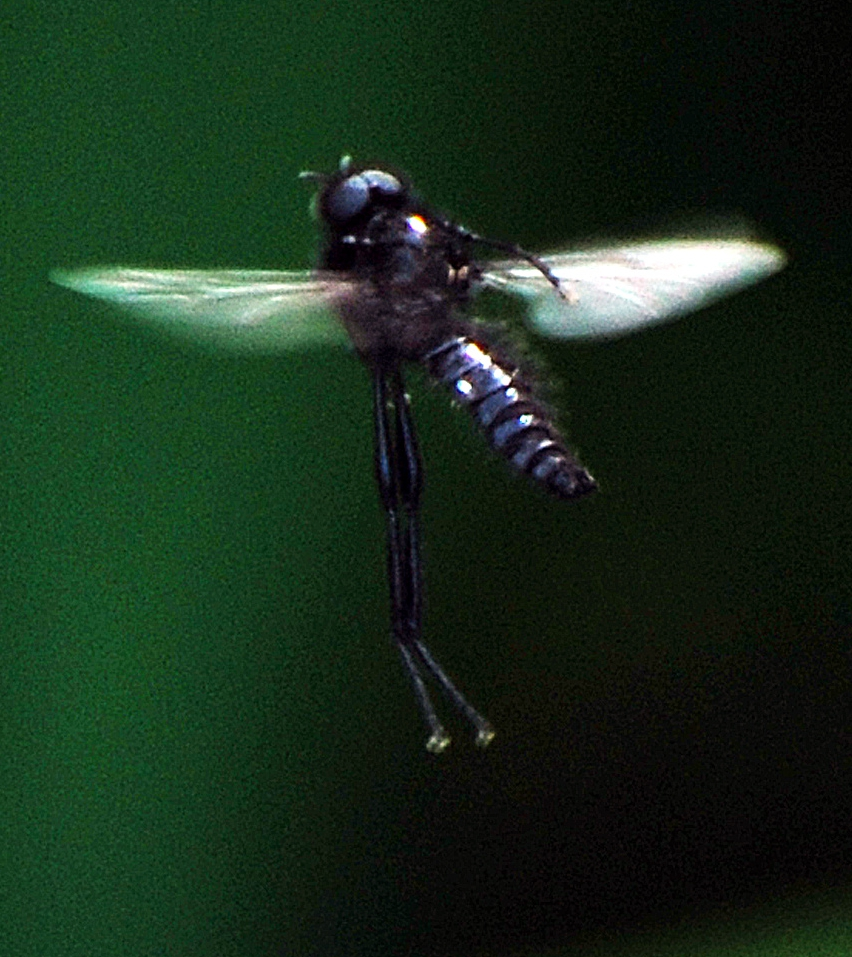
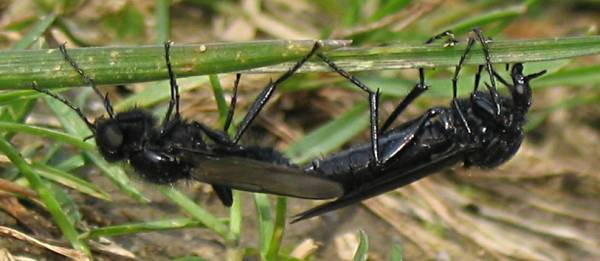
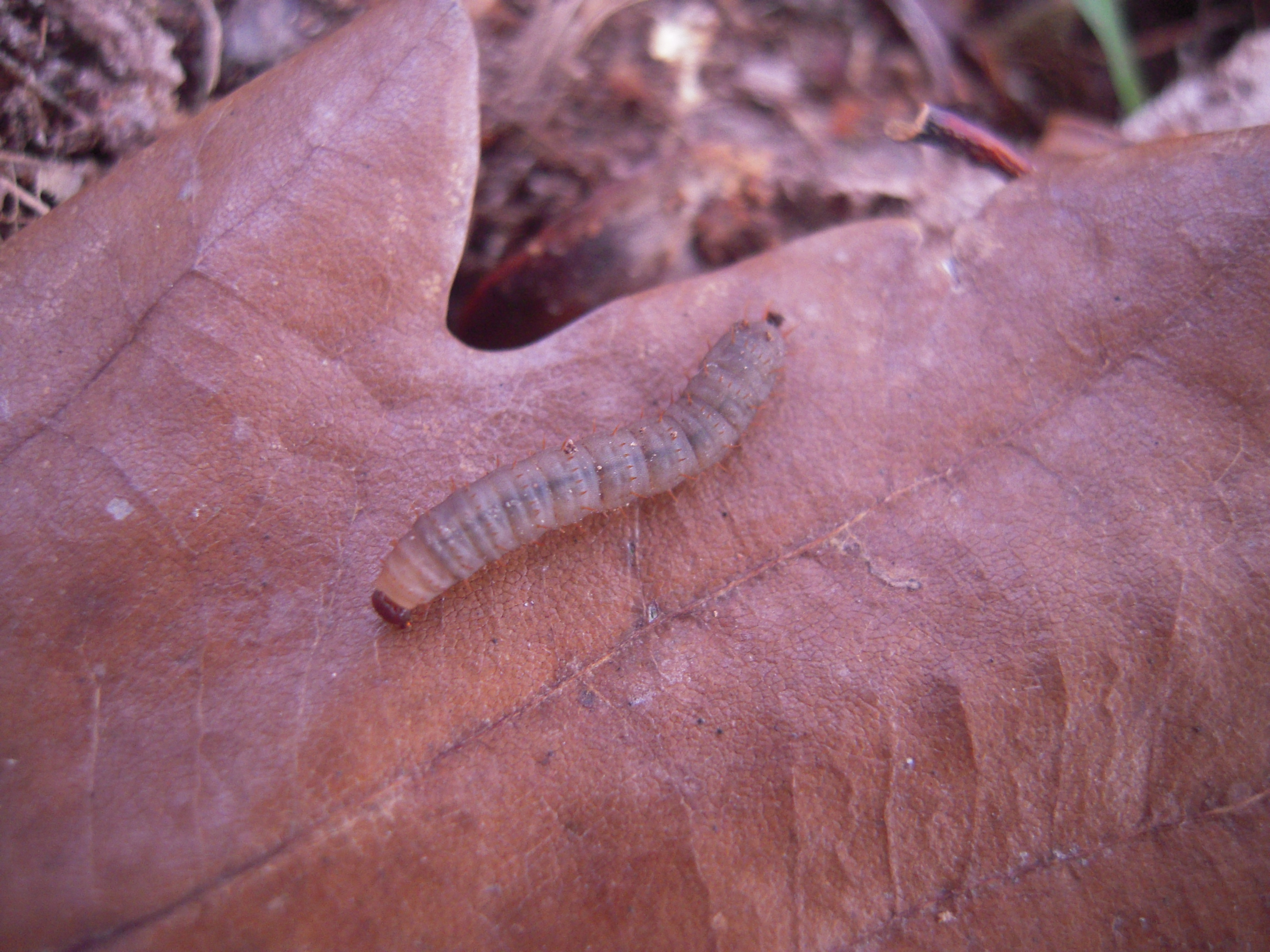